# Kashima Shintoro
Kashima Shintoro est un pilote de chasse du Service aérien de l'armée impériale japonaise, né à Tokyo (date de naissance inconnue) et mort en combat aérien, le 16 décembre 1944.

## Sa carrière
- Diplômé de la 69e promotion d'élèves sous-officiers de l'armée de l'air impériale, il fut aussitôt muté au 4°Chutaï du 11°Sentaï en mai 1939 et participa aussitôt aux premiers combats de la bataille de Halhin Gol.
- Lors d'un affrontement aérien contre des pilotes soviétiques, le 25 juillet, son avion désemparé, il dut sauter en parachute derrière les lignes ennemies et ne dut son salut qu'au courage du sergent-major Bunji Yoshiyama qui atterrit près de lui, le chargea et le ramena dans ses lignes.
- Au cours de plusieurs dizaines de missions de combat, Kashima fut crédité de plus de 9 victoires homologuées.
- Au cours de la Seconde Guerre mondiale il rejoignit les rangs du 200°Sentaï, alors basé aux Philippines et devait y trouver la mort en combat, au-dessus de la Base aérienne Clark, le 16 décembre 1944. Il ne semble pas qu'il ait obtenu le moindre succès aérien au cours des 3 dernières années de sa vie.

## Sources
- Ikuhiko Hata, Yasuho Izawa et C. Shores : JAAF units and their Aces - Gubb Street, 2002